# Francesc Codina i Castillo
Francesc Codina i Castillo (l'Hospitalet de Llobregat, 10 de setembre de 1944- 2024) fou un polític català.

## Biografia
Treballà com a funcionari públic. Militant de Convergència Democràtica de Catalunya (CDC), fou director de serveis socials de la Generalitat de Catalunya (1980-1984) i portaveu de Convergència i Unió a l'ajuntament de l'Hospitalet de Llobregat (1983-1992).
Fou elegit diputat al Parlament de Catalunya a les eleccions al Parlament de Catalunya de 1984, 1988, 1992, 1995 i 1999. Fou designat senador per la Comunitat Autònoma de 1992 a 1995. De 1992 a 1995 fou vicepresident segon de la Comissió d'Interior i Funció Pública del Senat d'Espanya.
Ha estat també membre del Consell Assessor de RTVE a Catalunya (1986-1993), president del Consell de l'Audiovisual de Catalunya de 2000 a 2005 i president de l'Agència de Qualitat d'Internet fins al 2005, quan deixà el càrrec per marxar al sector privat. El 2008 fou guardonat amb la Creu de Sant Jordi.